# مسجد أكبر التقوى
مسجد أكبر التقوى هو مسجد يقع في بنجكولو في إندونيسيا .

## البناء
تم بناء المسجد في عام 1988 واكتمل في عام 1989، ويكمن التشابه بين المسجد مع الحقبة الاستعمارية في وجود نموذج بناء القلاع، وهذا البناء يعد واضحا من الحديقة الواسعة التي يحتويها مسجد أكبر التقوى .